# Ángel del Pozo
Ángel del Pozo (Madrid, 14 luglio 1934 – 29 marzo 2025) è stato un attore, sceneggiatore e regista spagnolo.

## Filmografia

### Attore
- Mi calle, regia di Edgar Neville (1960)
- 091 Policìa al habla, regia di José María Forqué (1960)
- El indulito, regia di José Luis Sáenz de Heredia (1960)
- Un bruto para Patricia, regia di León Klimovsky (1960)
- El vagabundo y la estrella, regia di José Luis Merino (1960)
- La rivolta dei mercenari, regia di Piero Costa (1961)
- Margarita se llama mi amor, regia di Tito Fernández (1961)
- Detective con faldas, regia di Ricardo Núñez (1962)
- Escuela de seductores, regia di León Klimovsky (1962)
- Vuelve San Valentìn, regia di Fernando Palacios (1962)
- Cena de matrimonios, regia di Alfonso Balcázar (1962)
- Occidente y sabotaje, regia di Ana Mariscal (1962)
- I leoni di Castiglia, regia di Javier Setó (1963)
- La cuarta ventana, regia di Julio Coll (1963)
- Escala en Hi-Fi, regia di Isodoro M. Ferry (1963)
- Objetivo: las estrellas, regia di Tito Fernández (1963)
- El escándalo, regia di Javier Setó (1964)
- Vento infuocato del Texas, regia di Ramón Torrado (1964)
- Alféreces provisionales, regia di José Luis Merrino (1964)
- Rueda de sospechosos, regia di Tito Fernández (1964)
- Corpo a corpo (L'Arme à gauche), regia di Claude Sautet (1965)
- Sfida a Glory City, regia di Sheldon Reynolds (1965)
- La colt è la mia legge, regia di Alfonso Brescia (1965)
- Missione Caracas (Mission espéciale à Caracas), regia di Raoul André (1965)
- Per pochi dollari ancora, regia di Giorgio Ferroni (1966)
- La resa dei conti, regia di Sergio Sollima (1966)
- El Cjorro (Savage Pampas), regia di Hugo Fregonese (1966)
- La sfinge d'oro, regia di Luigi Scattini (1967)
- Le avventure e gli amori di Miguel Cervantes (Cervantes), regia di Vincent Sherman (1967)
- La mujer de otro, regia di Rafael Gil (1967)
- Faccia a faccia, regia di Sergio Sollima (1967)
- Aventura en el palacio viejo, regia di Manuel Torres (1967)
- L'ira di Dio, regia di Alberto Cardone (1968)
- El princìpe y la huerfanita, regia di Pedro Costa (1968)
- Quel maledetto ponte sull'Elba, regia di León Klimovsky (1969)
- Simon Bolivar, regia di Alessandro Blasetti (1969)
- La battaglia d'Inghilterra, regia di Enzo G. Castellari (1969)
- Il prezzo del potere, regia di Tonino Valerii (1969)
- Operazione terrore, regia di Tulio Demicheli (1969)
- Tre per uccidere, regia di Ignacio F. Iquino (1970)
- El Condor, regia di John Guillermin (1970)
- Il corsaro, regia di Antonio Mollica (1970)
- Crystalbrain - L'uomo dal cervello di cristallo (Transplante de un cerebro), regia di Juan Logar (1970)
- Quei dannati giorni dell'odio e dell'inferno, regia di Vasilīs Geōrgiadīs (1970)
- Palabra de Rey, regia di Antonio Ruiz Castillo (1970)
- Catlow, regia di Sam Wanamaker (1971)
- Nada menos que todo un homber, regia di Rafael Gil (1971)
- Il sole nella polvere, regia di Richard Balducci (1972)
- Tarzan e la pantera nera, regia di Manuel Caño (1972)
- Il dubbio (La duda), regia di Rafael Gil (1972)
- Pànico en el Transiberiano, regia di Eugenio Martín (1972)
- L'isola del tesoro (Treasure Island), regia di John Hough (1972)
- I tre del mazzo selvaggio (Pancho Villa), regia di Eugenio Martín (1972)
- Il complotto, regia di René Gainville (1973)
- Lo chiamavano Mezzogiorno, regia di Peter Collinson (1973)
- Oi teleftaioi tou Rupel, regia di Grigoris Grigoriou (1973)
- I tre moschettieri (The Three Musketeers), regia di Richard Lester (1973)
- Tu lo condanneresti?, regia di José Luis Sáenz de Heredia (1973)
- Le guerriere dal seno nudo, regia di Terence Young (1974)
- Le calde labbra del carnefice, regia di Juan Bosch (1974)
- Milady, regia di Richard Lester (1974)
- Professione: reporter, regia di Michelangelo Antonioni (1975)
- L'eretica, regia di Amando de Ossorio (1975)
- Simone e Matteo - Un gioco da ragazzi, regia di Giuliano Carnimeo (1975)
- La corruzione imperversa - Squadra speciale richiama l'ispettore Brandon, regia di Aldo Sambrell (1975)
- Léonor, regia di Juan Luis Buñuel (1975)
- La trastienda, regia di Jorge Grau (1975)
- La mujer es cosa de hombres, regia di Jesùs Yague (1976)
- Nido de viudas, regia di Tony Navarro (1977)

## Doppiatori italiani
- Sergio Tedesco in Per pochi dollari ancora
- Cesare Barbetti in La resa dei conti
- Giuseppe Rinaldi in Faccia a faccia
- Carlo Alighiero in Il prezzo del potere
- Romano Malaspina in Pancho Villa - I tre del mazzo selvaggio
- Roberto Chevalier in Simone e Matteo - Un gioco da ragazzi